# Bartolomeo Merelli
Bartolomeo Merelli (Bergamo, 1794. május 19. – Milánó, 1879. április 5.) olasz színházigazgató és librettista.

## Életútja
Zenei tanulmányait Bergamóban, Simon Mayrnél folytatta. Később, a Mayr közbenjárásával megalakult Lezioni Caritatevoli zenei intézményben tanult tovább, amelynek elsődleges célja zenészek és énekesek kinevelése volt a helyi egyházi intézmények számára. 1830-ban a varesei színház élére került, majd 1836 és 1850 között a milánói La Scala igazgatója és fő librettistája volt. 1859 és 1861 között a torinói Teatro Regiót igazgatta, majd ezt követően, 1863-ig visszakerült a milánói operaház élére. 1836 és 1848 között a bécsi Kärntnertortheatert vezette Carlo Balocchinóval közösen, valamint a császári színházak főfelügyelője volt.
Szoros kapcsolatot ápolt Rossinivel, Bellinivel és Donizettivel (aki számára több szövegkönyvet is írt). Jelentősen hozzájárult Verdi karrierjének elindulásához.